# Tonkawa
Cet article concerne la langue tonkawa. Pour le peuple tonkawa, voir Tonkawas.
Le tonkawa est une langue amérindienne isolée parlée dans le Sud du Texas, aux États-Unis, par les Tonkawas.
La langue est éteinte depuis le début du XXe siècle.

## Connaissance de la langue
Nous possédons quelques documents anciens sur le tonkawa. En 1829, Berlandier et Chowell publient dans un ouvrage un vocabulaire de la langue. Ce n'est que plus tard que des linguistes l'étudient. 
Albert Samuel Gatschet, en 1884 recueille à Fort Griffen des matériaux sur la langue. 
Notre connaissance de la langue vient surtout d'Harry Hoijer qui, surtout en 1928, rencontre les derniers locuteurs du tonkawa, en Oklahoma.

## Vocabulaire tabou
Le tonkawa est connu pour le tabou appliqué au vocabulaire de la langue. Gatschet note que les Tonkawas changent les noms et les mots qui ressemblent aux noms des morts. Ce fait se vérifie quand on compare le vocabulaire de Chowell, de 1829, et les termes recueillis par Hoijer, un siècle plus tard. En 1829, « barbe » se dit guagate, alors qu'Hoijer donne kalʔok, un composé de kala, bouche et de ʔok, cheveux. Chowell traduit « yeux » par atche, qui chez Hoijer est remplacé par nemtan, dérivé du verbe nemta-, fermer les yeux. De nombreux autres mots de 1829 n'existent plus chez Hoijer. L'importance de ce changement massif de vocabulaire, y compris dans le vocabulaire de base, s'explique de façon claire quand on sait qu'entre l'époque de Chowell et celle d'Hoijer, en 1862, un massacre eut lieu près d'Anadarko, qui vit la mort de 167 Tonkawas.

## Classification
Le tonkawa, comme la plupart des langues du Texas méridional et du Nord-Est du Mexique, est considéré comme une langue isolée. Cependant, Edward Sapir, l'a inclus en 1929, dans son hypothèse du coahuiltecan, rattaché aux langues hokanes.